# GNU計劃

GNU計劃的標誌即為牛羚的頭像

GNU计划（英語：GNU Project），又譯為革奴计划，是一個自由軟體集體協作计划，1983年9月27日由理查德·斯托曼在麻省理工學院公开发起。它的目標是创建一套完全自由的操作系统，稱為GNU。理查德·斯托曼最早在net.unix-wizards新闻组上公布该消息，并附带一份《GNU宣言》等解释为何发起该计划的文章，其中一个理由就是要“重现当年软件界合作互助的团结精神”。
GNU是“GNU is Not Unix”的递归缩写。為避免与单词gnu（非洲牛羚，发音与「new」相同）混淆，斯托曼宣布GNU发音应为「Guh-NOO」（/ˈgnuː/ⓘ），与「canoe」发音相似。其中，Emacs就是由这个计划孵化而出。
UNIX是一种广泛使用的商业操作系统的名称。由于GNU将要实现UNIX系统的接口标准，因此GNU计划可以分别开发不同的操作系统。GNU计划采用了部分当时已经可自由使用的软件，例如TeX排版系统和X Window视窗系统等。不过GNU计划也开发了大批其他的自由软件，这些软件也被移植到其他操作系统平台上，例如Microsoft Windows、BSD家族、Solaris及Mac OS。
为保证GNU软件可以自由地“使用、复制、修改和发布”，所有GNU软件都包含一份在禁止其他人添加任何限制的情况下，授权所有权利给任何人的协议条款，GNU通用公共许可证（GNU General Public License，GPL）。这个就是被称为“公共版權”的概念。GNU也针对不同场合，提供GNU宽通用公共许可证与GNU自由文档许可证这两种协议条款。

## 源起
1985年，理查德·斯托曼创立了自由软件基金会来为GNU计划提供技术、法律以及财政支持。尽管GNU计划大部分时候是由个人自愿无偿贡献，但FSF有时还是会聘请程序员帮助编写。当GNU计划开始逐渐获得成功时，一些商业公司开始介入开发和技术支持。当中最著名的就是之后被Red Hat兼并的Cygnus Solutions。
到了1990年，GNU计划已经开发出的软件包括了一个功能强大的文字编辑器Emacs、C语言编译器GCC以及大部分UNIX系统的程序库和工具。唯一依然没有完成的重要组件，就是操作系统的内核（称为HURD）。
1991年，林納斯·托瓦茲编写出了与UNIX兼容的Linux操作系统内核並在GPL下发布。Linux之后在网上广泛流传。1992年，Linux与其他GNU软件结合，完全自由的操作系统正式诞生。许多程序员参与了Linux的开发与修改，也經常將Linux當成開發GNU計劃軟體的平台。该操作系统往往被称为“GNU/Linux”或简称Linux。但Linux本身不屬於GNU計劃的一部份，GNU计划自己的内核Hurd依然在开发中，目前已经发布Beta版本。
许多UNIX系统上也安装了GNU软件，因为GNU软件的质量比之前UNIX的软件还要好。GNU工具还被广泛地移植到Windows和Mac OS上。
GNU工程十几年以来已经成为一个对软件开发主要的影响力量，创造了无数的重要的工具，例如：强健的编译器，有力的文本编辑器，甚至一个全功能的操作系统。这个工程是从1984年麻省理工学院的程序员理查德·斯托曼的想法得来的，他想要建立一个自由的、和UNIX类似的操作环境。从那时开始，许多程序员聚集起来开始开发一个自由的、高质量、易理解的软件。

## 发言人
以下是GNU计划的正式发言人：
- Robert J. Chassell
- Loïc Dachary
- Ricardo Galli（英语：Ricardo Galli）
- Georg Greve
- Federico Heinz
- Bradley Kuhn
- Eben Moglen
- 理查德·斯托曼
- David Sugar